# SV Rotation Neu Kaliß
Der SV Rotation Neu Kaliß ist ein deutscher Sportverein aus Neu Kaliß im Landkreis Ludwigslust-Parchim. Heimstätte ist das Stadion Eldeaue, welche 1.000 Zuschauern Platz bietet. Der Club steht in der Tradition der SG Neu Kaliß.

## Sektion Fußball
Der SV Rotation Neu Kaliß wurde im Jahr 1923 unter der Bezeichnung SG Neu Kaliß gegründet. Durch die kriegsbedingte Auflösung der bisherigen Gauliga Nordmark wurde das stets unterklassig agierende Neu Kaliß in der Spielzeit 1942/43 in die neu geschaffene Gauliga Mecklenburg integriert, zog aber seine Mannschaft analog der WSG Schwerin vorzeitig vom Spielbetrieb zurück.
1945 vollzog die Sportgemeinschaft eine Neugründung und trat mit dem Einsteigen der Sportvereinigung Aktivist zunächst unter der Bezeichnung Aktivist Neu Kaliß in Erscheinung. Durch den Wechsel diverser Trägerbetriebe fungierte die Betriebssportgemeinschaft in der Folgezeit als Traktor Neu Kaliß, Rotation Neu Kaliß-Malliß sowie Rotation Neu Kaliß im Schweriner Spielbetrieb. Auf sportlicher Ebene agierten die Mecklenburger zunächst im Schweriner Bezirksklassenbereich. 1953/54 gelang Neu Kaliß gemeinsam mit Aufbau Sternberg der erstmalige Aufstieg in die drittklassige Bezirksliga Schwerin, welche vorerst bis 1956 gehalten wurde. 1962 gelang noch einmal die kurzzeitige Rückkehr zur höchsten Schweriner Spielklasse, bereits 1963 folgte zusammen mit Einheit Ludwigslust und Veritas Wittenberge der erneute Abstieg. 1962 erreichte Traktor das Endspiel des Schweriner Bezirkspokals (auch Traktorpokal), welches gegen Traktor Plate verloren wurde.
Auf Ligaebene war Neu Kaliß bis 1990 ausschließlich im viert- bzw. fünftklassigen Bezirksklassenbereich aktiv, eine Rückkehr zur Bezirksliga gelang bis 1990 nicht mehr. Der in SV Rotation Neu Kaliß umbenannte Verein spielt seitdem ausnahmslos im Lokalbereich Südwestmecklenburgs. Derzeitige Spielklasse ist die Kreisliga Westmecklenburg.

## Statistik
- Teilnahme Gauliga Mecklenburg: 1942/43 (vorzeitiger Rückzug)
- Teilnahme Bezirksliga Schwerin: 1953/54 bis 1956, 1961/62 bis 1962/63